# Азаренков Анатолій Олександрович
Анато́лій Олекса́ндрович Аза́ренков (нар. 5 квітня 1938, м. Одеса, УРСР) — колишній радянський футболіст, тренер та український футбольний функціонер. Виступав на позиції нападника. Майстер спорту СРСР (1961). Заслужений тренер УРСР (1983).

## Біографія

### Кар'єрі гравця
Народився у Одесі, де й почав займатися футболом,беручи участь переважно у вуличних баталіях. Згодом талановитого хлопця помітили представники клубу «Дзержинець», що виступав на першість міста. Однак на цьому швидкий злет юнака не закінчився і згодом він відгукнувся на пропозицію Петра Ступакова приєднатися до молодіжного складу одеського «Харчовика».
У 1958 році над цілою групою молодих одеських футболістів, серед яких був і Азаренков, нависла загроза служби у армії. Тож задля того, щоб не служити, вони вирушили до Нововолинська і грали там «під гарантію» за місцевий «Шахтар», що виступав на той час у змаганнях трудових колективів. Проте їхня афера не вдалася, і через півтора року їх таки призвали до лав Збройних сил. Так Анатолій Олександрович опинився у луцькій «Волині», яку на той час посилювали футболістами, що служили у армії. Однак у 1960 році у збройних силах СРСР відбулося скорочення, внаслідок якого футболісти відслужили два роки, замість трьох.
Залишивши Луцьк, Азаренков повернувся до рідної Одеси, де досить непогано розпочав сезон, однак далі гостро постало питання з виділенням квартири футболісту, який щойно одружився, і владнати це питання керівництво «Чорноморця» було не в змозі. Натомість виник непоганий варіант з чернівецькою «Буковиною». Відігравши сезон у Чернівцях, Анатолій Олександрович знову повернувся до лав «Чорноморця», який тренував тоді Всеволод Бобров. У Азаренкова виник конфлікт з наставником, до того ж проблему з житлом знову не було вирішено, тож він вдруге залишив клуб, вирушивши до Миколаєва.
У миколаєвському «Суднобудівнику» футболіст відіграв три сезони, маючи стабільне місце у стартовому складі. Однак наближався час закінчення кар'єри і досить слушно з боку Анатолія Олександровича було відгукнутися на пропозицію криворізького «Кривбасу», де йому обіцяли посприяти у початку тренерської кар'єри після закінчення активних виступів. Відігравши на доволі пристойному рівні ще два сезони, Азаренков остаточно вирішив повісити буци на цвях.

### Діяльність тренера та функціонера
Після закінчення активних виступів Анатолій Олександрович працював помічником головного тренера «Кривбасу», а потім начальником команди все того ж криворізького клубу (1969–1975 роки) та миколаївського «Суднобудівника» (1975–1976 роки).
А у 1977 році, після 14-річної перерви, знову повернувся до «Чорноморця», де допомагав Анатолію Зубрицькому та займався господарськими справами команди. Щоправда, і цей період перебування у рідному клубі був досить нетривалим — через конфлікт Азаренкову довелося залишити одеський клуб і він вирушив до Москви задля навчання у Вищій школі тренерів.
У 1981 році, будучи вже дипломованим тренером, Анатолій Олександрович транзитом через нікопольський «Колос» опинився у Дніпропетровську, де увійшов до складу тренерського штабу «Дніпра», який саме переживав епоху розквіту. У 1983 році дніпропетровці стали чемпіонами СРСР, а рік потому здобули бронзові нагороди. Не рахуючи сезон 1985 року, який Азаренков знову провів у «Кривбасі», він пропрацював у Дніпропетровську аж до 1986 року.
У 1986 році з боку Сирії до Федерації Футболу СРСР надійшло прохання направити до них спеціаліста на посаду наставника національної збірної, і президент федерації В'ячеслав Колосоков вирішив, що цією людиною буде саме Азаренков. Спочатку Анатолій Олександрович працював у Сирії разом з Валерієм Яремченком, але потім залишився сам. У 1987 році збірна Сирії перемогла на Середземноморських іграх, що було справжнім успіхом для країни, у якій більшість футболістів були любителями. Однак, працювати там було не вигідно з економічної точки зору і, незважаючи на усі вмовляння сирійської сторони, Азаренков повернувся до СРСР.
У 1991 році він працював у тираспільському «Тилігулі», допомагаючи Володимиру Веберу, однак після розпаду СРСР вирішив знову податися у закордонні мандри і повернувся до Азії. Не затримавшись надовно ні у Сирії, ні у Омані, Азаренков відгукнувся на пропозицію Валерія Лобановського, що саме формував у Кувейті цілу футбольну систему, очолити молодіжну збірну цієї країни. Після закінчення контракту Анатолій Олександрович вирушив до Катару, однак проблеми зі здоров'ям дружини та загальна втома на фоні постійних переїздів змусили українського спеціаліста повернутися на Батьківщину.
Пропрацювавши майже два роки на посаді головного тренера «Чорноморця», Азаренков був вимушений залишити пост через невиконання керівництвом клубу своїх зобов'язань. З 2004 по 2008 рік працював керівником навчально-методичної групи «Чорноморця».
Починаючи з 2008 року Анатолій Азаренков відійшов від футболу та перебуває на відпочинку.

## Досягнення
Клубні трофеї
- Переможець 1 зони класу «Б» чемпіонату СРСР (1961)

Тренерські здобутки
- Чемпіон Середземноморських ігор (1987)

Особисті досягнення
- Майстер спорту СРСР (1961)
- Заслужений тренер УРСР (1983)